# Ray Yeung
Pour les articles homonymes, voir Yeung.
Ray Yeung (chinois traditionnel : 楊曜愷 ; pinyin : Yáng Yàokǎi) est un scénariste et réalisateur indépendant. Ses films sont souvent centrés sur des histoires gay.
En 2021, il a reçu le prix de l'artiste de l'année pour le cinéma attribué par le Hong Kong Arts Development Council. Ray Yeung est également président du Hong Kong Lesbian and Gay Film Festival, le festival de films LGBT le plus ancien d'Asie. Il a relancé le festival en 2000.

## Biographie
Ray Yeung grandit à Hong Kong. À l'âge de 13 ans, il est envoyé dans un internat anglais à l'extérieur de Londres,.
Avant sa carrière dans le divertissement, Yeung était avocat. Il est diplômé de la Columbia University School of the Arts en 2013.
Yeung écrit les pièces Banana Skin et The Third Sex, et réalise plusieurs courts métrages avant ses débuts au cinéma.
Yeung a fait ses débuts au cinéma avec Cut Sleeve Boys, une histoire d'amour gay entre deux hommes sino-britanniques en 2005 au Festival international du film de Rotterdam. Le film a remporté le prix du meilleur long métrage au Outfest Fusion Festival de Los Angeles et du meilleur acteur pour Chowee Leow au Festival du film lesbien et gay de Madrid.
Ray Yeung exprime son intérêt à faire un film en cantonais se déroulant à Hong Kong, y ayant grandi jusqu'à l'âge de 13 ans. Un printemps à Hong Kong (Suk Suk) est un film sur une relation homosexuelle entre deux hommes âgés à Hong Kong et s'inspire du livre « Histoires orales d'hommes gays plus âgés à Hong Kong » du professeur Travis SK Kong de l'université de Hong Kong,. Le film a été présenté en première au Festival international du film de Busan en 2019. Le film a eu sa première européenne au Festival international du film de Berlin 2020. Un printemps à Hong Kong (Suk Suk) est son premier film en langue chinoise. Il a reçu le prix du meilleur film au Hong Kong Film Critics Society Award 2019 et de nombreux autres prix et nominations de 2019 à 2022.
Ray Yeung cite les réalisateurs Yasujirō Ozu et Stanley Kwan comme ses influences.

## Filmographie partielle

### Au cinéma
- 1995 : A Chink in the Armour
- 1996 : A Bridge to the Past[13]
- 1998 : Yellow Fever
- 2006 : Cut Sleeve Boys
- 2008 : Doggy... Doggy...
- 2010 : Derek and Lucas
- 2011 : Entwine
- 2012 : Paper Wrap Fire
- 2015 : Front Cover
- 2019 : Un printemps à Hong Kong (Suk Suk)
- 2024 : Tout ira bien (All Shall Be Well)[14]

## Récompenses et distinctions

### Un printemps à Hong Kong
| Année | Prix                                                        | Catégorie                                        | Résultat   | Notes  |
| ----- | ----------------------------------------------------------- | ------------------------------------------------ | ---------- | ------ |
| 2019  | 56e cérémonie des Golden Horse Film Festival and Awards     | Best Original Screenplay                         | Nomination | [ 15 ] |
| 2019  | 56e cérémonie des Golden Horse Film Festival and Awards     | Best Feature Film                                | Nomination | [ 15 ] |
| 2020  | 70e Berlin International Film Festival                      | Best Feature Film                                | Nomination | [ 16 ] |
| 2020  | 39e cérémonie des Hong Kong Film Awards                     | Meilleure réalisation                            | Nomination | [ 17 ] |
| 2020  | 39e cérémonie des Hong Kong Film Awards                     | Meilleur scénario                                | Nomination | [ 17 ] |
| 2020  | Hong Kong Screenwriters’ Guild Awards                       | Best Screenplay                                  | Lauréat    | [ 18 ] |
| 2020  | Hong Kong Screenwriters’ Guild Awards                       | Best Director                                    | Nomination | [ 18 ] |
| 2020  | Hong Kong Film Critics Society Award                        | Best Screenplay                                  | Nomination | [ 19 ] |
| 2020  | Hong Kong Film Critics Society Award                        | Best Director                                    | Nomination | [ 19 ] |
| 2020  | Hong Kong Film Critics Society Award                        | Best Film                                        | Lauréat    | [ 20 ] |
| 2020  | 39e Hong Kong Film Awards                                   | Best Picture                                     | Nomination | [ 17 ] |
| 2020  | 39e Hong Kong Film Awards                                   | Best Screenplay                                  | Nomination | [ 17 ] |
| 2020  | 39e Hong Kong Film Awards                                   | Best Director                                    | Nomination | [ 17 ] |
| 2020  | Renaissance Awards                                          | Best Drama                                       | Lauréat    | [ 21 ] |
| 2020  | Kongest Film Awards                                         | Best Film                                        | Lauréat    |        |
| 2020  | To Ten Chinese Films Festival                               | Youth Film Handbook: Outstanding Film            | Lauréat    | [ 22 ] |
| 2020  | Out on Film: Atlanta's LGBT Film Festival                   | Jury Award: Best International Film              | Lauréat    | [ 23 ] |
| 2020  | Out on Film: Atlanta's LGBT Film Festival                   | Audience Award: Best International Film          | Lauréat    | [ 23 ] |
| 2020  | Florence Queer Film Festival                                | Best Long Feature Film                           | Lauréat    |        |
| 2020  | Festival International du Film Independent de Bordeaux      | Special Mention: Best International Feature Film | Lauréat    | [ 24 ] |
| 2020  | GAZE Film Festival Dublin                                   | Audience Award: Best Feature                     | Lauréat    | [ 24 ] |
| 2020  | Seoul International Pride Film Festival                     | Best Asian Feature                               | Lauréat    |        |
| 2020  | Asian American International Film Festival                  | Audience Choice Award: Best Narrative Film       | Lauréat    | [ 24 ] |
| 2020  | Tel Aviv International LGBT Film Festival                   | Honorable Mention: Best Feature                  | Lauréat    | [ 24 ] |
| 2020  | Brussels International Film Festival                        | Grand Prix du Festival Award                     | Nomination | [ 24 ] |
| 2020  | Chicago International Film Festival                         | Gold Q- Hugo Award                               | Nomination | [ 24 ] |
| 2021  | Zinegoak Festival, Bilbao Spain                             | Special Mention: Best Feature Film               | Lauréat    | [ 25 ] |
| 2021  | La Mostra Internacional de Cinema de Gai i Lesbià FIRE!!    | Audience Award: Best Feature                     | Lauréat    |        |
| 2021  | LGBT Film Fest of the Niemeyer Center, Spain                | Jury Award: Best Feature Film                    | Lauréat    |        |
| 2021  | Santo Domingo OutFest - Festival Internacional de Cine GLBT | Jury Award: Best Film                            | Lauréat    | [ 26 ] |
| 2021  | Santo Domingo OutFest - Festival Internacional de Cine GLBT | Jury Award: Best Screenplay                      | Lauréat    | [ 26 ] |
| 2022  | Queerties Awards 2022                                       | Best Indie Movie                                 | Nomination | [ 24 ] |
| 2022  | GLAAD Media Awards 2022                                     | Outstanding Feature - Limited Release            | Nomination | [ 27 ] |